# Mbigou
Mbigou es una comuna gabonesa, chef-lieu del departamento de Boumi-Louétsi de la provincia de Ngounié.
En 2013 la comuna tenía una población de 5882 habitantes, de los cuales 2797 eran hombres y 3085 eran mujeres.
La localidad es conocida por ser la zona de extracción de la llamada piedra de Mbigou, una esteatita de tonalidad gris-verdosa que se utiliza para hacer estatuillas tradicionales. Normalmente los escultores la tallan en la propia localidad, pero también parte de la piedra es tallada en Lambaréné y Libreville para venderla a los turistas en los mercados locales.
Se ubica unos 100 km al este de Mouila, sobre la carretera R20.